# Форкад, Теодор-Огюстен
Теодо́р-Огюсте́н Форка́д (фр. Théodore-Augustin Forcade MEP, 2 марта 1816 года, Версаль, Франция — 12 сентября 1885 года, экс-ан-Прованс, Франция) — католический прелат, первый епископ Токио, апостольский викарий Японии с 27 марта 1846 года по январь 1852 года, епископ Гваделупы и Бас-Тера с 8 апреля 1853 года по 15 декабря 1860 года, епископ Невера с 15 декабря 1860 года по 29 марта 1873 года, архиепископ Экса с 29 марта 1873 года, член миссионерской конгрегации Парижское общество заграничных миссий. Принял непосредственное участие в церковном признании лурдских явлений Пресвятой Девы Марии.

## Биография
После окончания семинарии Теодор-Огюстен Форкад был рукоположен 16 марта 1839 года в священника в миссионерской конгрегации «Парижское общество заграничных миссий». Через некоторое время его отправили на миссию на Дальний Восток. Прибыв в Китай в 1844 году, Теодор-Огюстен Форкад обосновался вместе с китайским катехизатором Августином Ко в Кантоне, где он прожил в течение двух лет. 
27 марта 1846 года Римский папа Григорий XVI назначил Теодора-Огюстена Форкада апостольским викарием Японии и титулярным епископом Самоса. 21 февраля 1847 года в Гонконге состоялось рукоположение Теодора-Огюстена Форкада в епископа, которое совершил апостольский викарий Чанши епископ Джованни Доменико Риццолати. Несмотря на назначение Теодора-Огюстена Форкада на кафедру Токио, он, проживая в Гонконге, так и не смог из-за политических причин прибыть в Японию. В январе 1852 года он подал в отставку со своей должности апостольского викария Японии. 
8 апреля 1853 года Римский папа Пий IX назначил Теодора-Огюстена Форкада епископом Гваделупы и Бас-Тера. В 1854 года он прибыл в Бас-Тер. За свою деятельность на Гваделупе Теодор-Огюсент Форкад был награждён Орденом почётного легиона. 
15 декабря 1860 года Римский папа Пий IX назначил Теодора-Огюстена Форкада епископом Невера. Будучи епископом Невера, он участвовал в подтверждении аутентичности лурдских явлений. 23 сентября 1863 года у него состоялся разговор с Бернадеттой Субиру, которой явилась Пресвятая Дева Мария. После её просьбы он рекомендовал Бернадетту Субиру для послушничества в женский монастырь. 25 октября 1866 года он отправился к тяжелобольной Бернадетте Субиру, чтобы принять от неё монашеские обеты. 30 октября 1867 года Теодор-Огюсент Форкад принял у неё последнюю исповедь. После смерти Бернадетты Субиру Теодор-Огюсент Форкад издал небольшое сочинение, в котором утверждал, что лурдские явления Пресвятой Девы Марии являются истинными. 
Участвовал в работе Первого Ватиканского собора.
29 марта 1873 года Римский папа Пий IX назначил Теодора-Огюстена Форкада архиепископом Экса. Будучи архиепископом Экса, он основал в городе учебное заведение, основал газету «La Semaine religieuse». 18 мая 1875 года он в торжественной обстановке освятил Крест Прованса. 
Скончался 12 сентября 1885 года во время эпидемии холеры.